# Policrasa-(Y)
La policrasa-(Y) és un mineral de la classe dels òxids que pertany al grup de l'euxenita. Aquesta espècie va ser desacreditada per l'Associació Mineralògica Internacional l'any 2022 en ser idèntica a l'euxenita-(Y).

## Característiques
La policrasa-(Y) és un òxid de fórmula química Y(Ti,Nb)₂(O,OH)₆. Cristal·litza en el sistema ortoròmbic. La seva duresa a l'escala de Mohs es troba entre 5 i 6. És un mineral metamicte, normalment amorf, que es troba principalment en pegmatites. Només en molt rares ocasions s'han notificat mostres cristal·litzades (amb incipients metamictitzacions). El seu anàleg amb urani dominant és la uranopolicrasa. Es pot confondre amb l'esquinita-(Y), que té una composició similar i pot ser parcialment metamicte, depenent dels continguts d'urani i tori.
Segons la classificació de Nickel-Strunz, la policrasa-(Y) pertany a «04.DG: Òxids i hidròxids amb proporció Metall:Oxigen = 1:2 i similars, amb cations grans (+- mida mitjana); cadenes que comparteixen costats d'octàedres» juntament amb els següents minerals: euxenita-(Y), fersmita, kobeïta-(Y), loranskita-(Y), tanteuxenita-(Y), uranopolicrasa, itrocrasita-(Y), fergusonita-(Y)-β, fergusonita-(Nd)-β, fergusonita-(Ce)-β, itrotantalita-(Y), foordita, thoreaulita i raspita.

## Formació i jaciments
Va ser descoberta a les pedreres de feldespat de Rasvåg, a la localitat d'Hidra, a Flekkefjord (Vest-Agder, Noruega). Tot i no tractar-se d'una espècie gens abundant, ha estat descrita a tots els continents del planeta a excepció de l'Antàrtida.